# Baptisteri

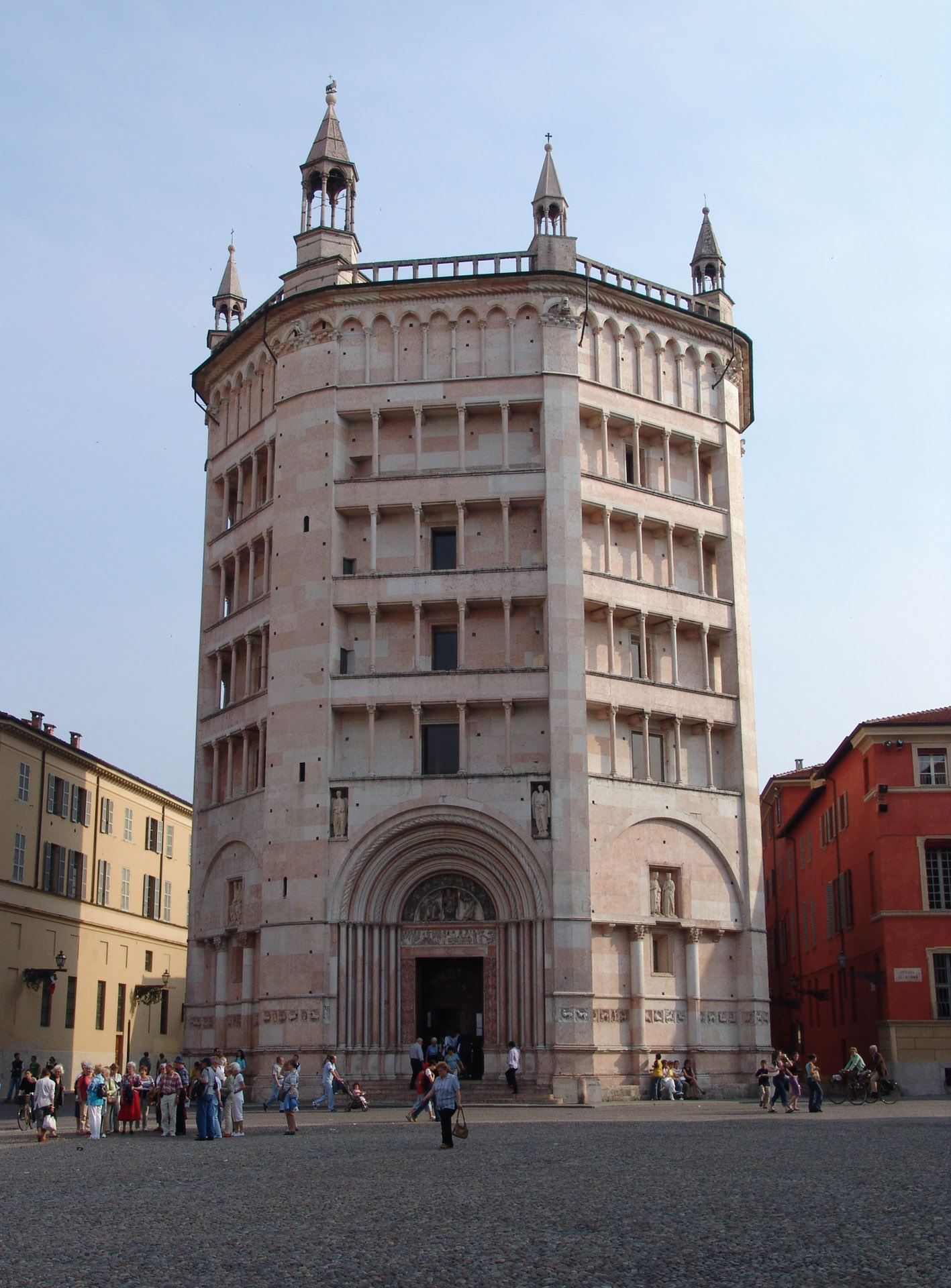
El baptisteri de la ciutat de Parma

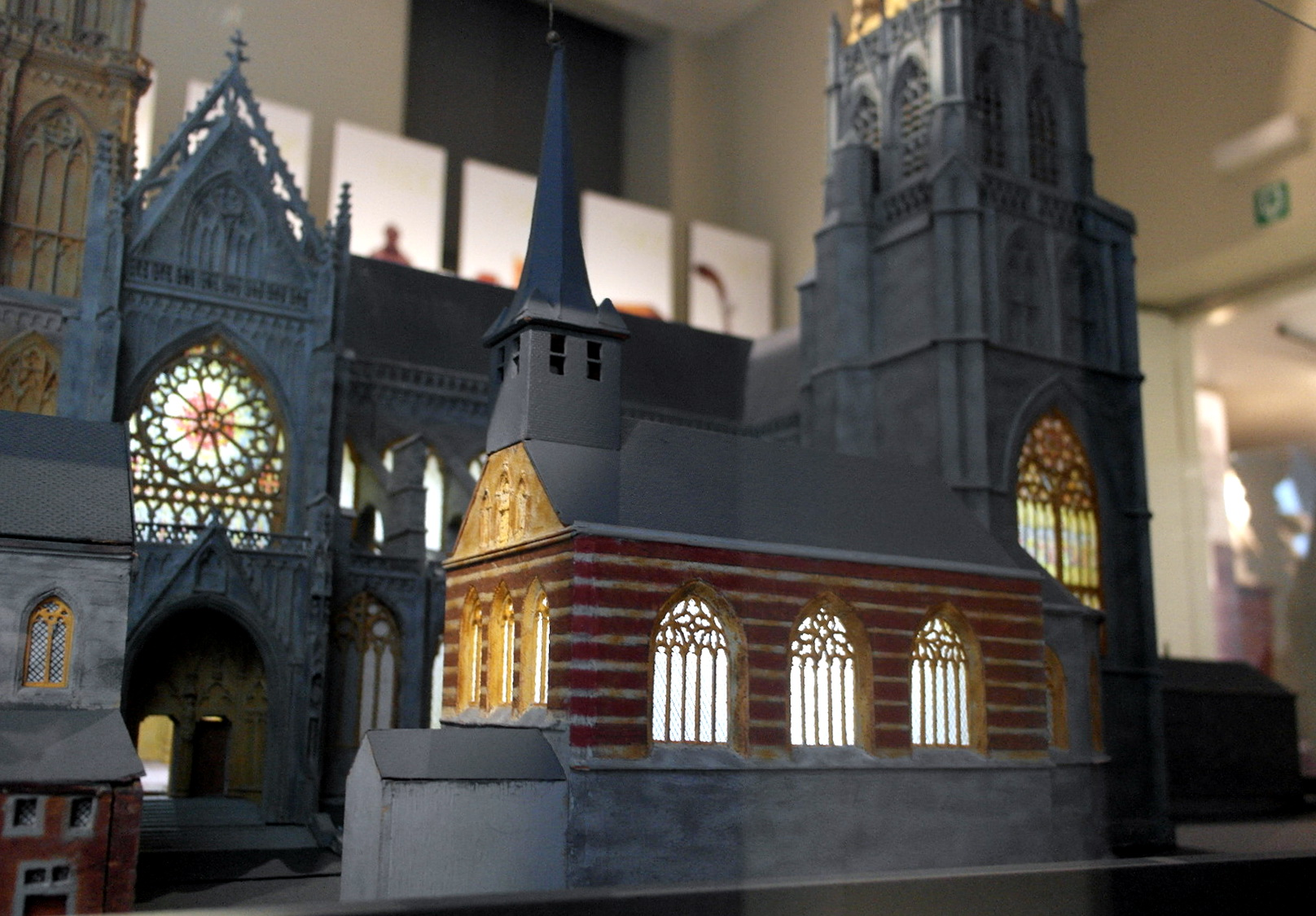
Maqueta del baptisteri Notre-Dame aux Fonts de Lieja, a costat de la catedral gòtica

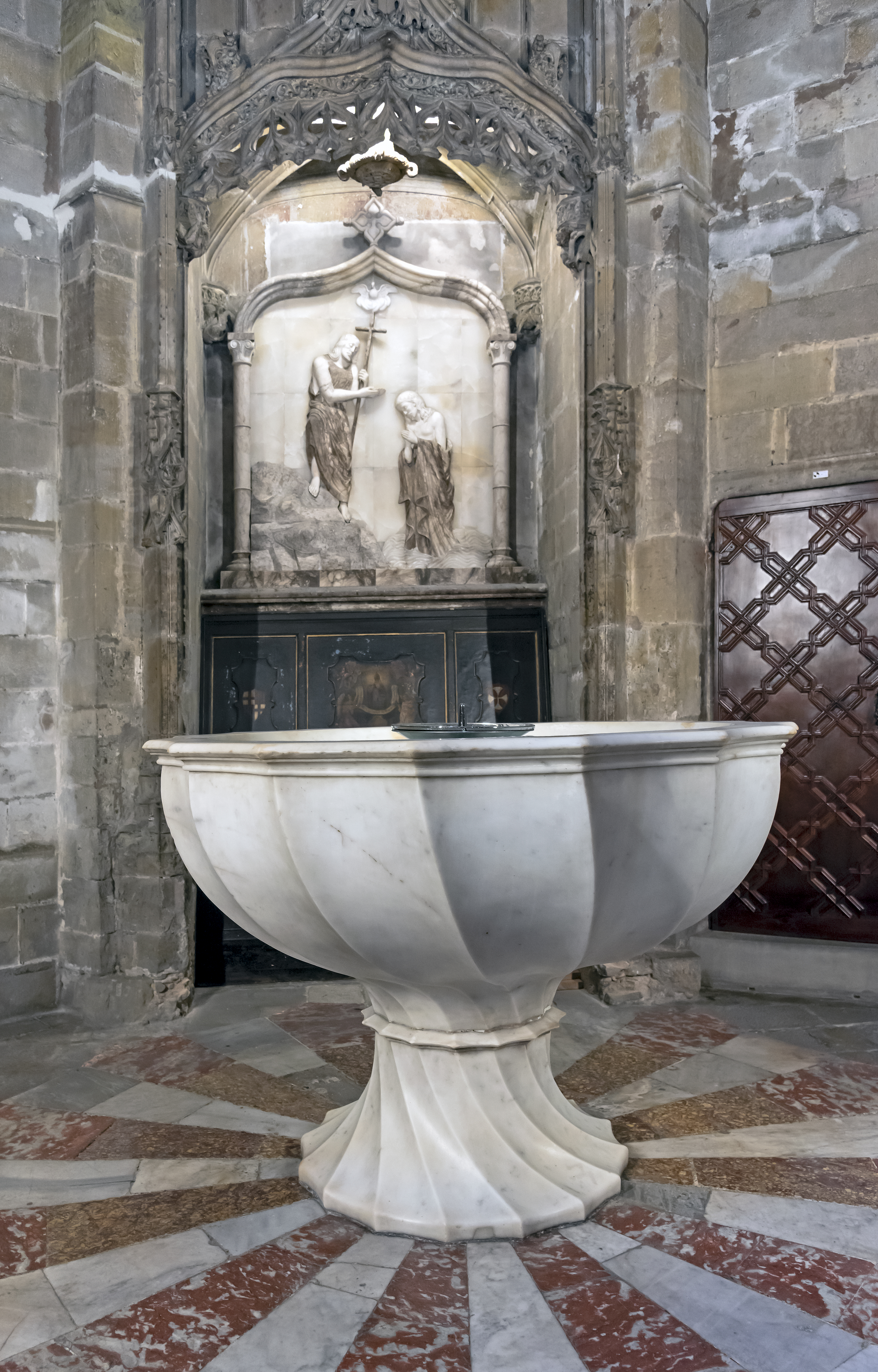
Pica baptismal de la catedral de Barcelona

El baptisteri (del llatí baptisterium) és l'edifici on els cristians atorguen el sagrament del baptisme a aquells que volen entrar a llur religió. Com que era prohibit als no batejats entrar al lloc sagrat de l'església, fins a l'edat mitjana era un edifici separat com a annex d'aquesta. Més tard, el ritual es va simplificar, es va abandonar la submersió, i el baptisteri va esdevenir una mena de capella al nàrtex o portal occidental abans d'entrar a l'espai consagrat de l'església.
A dins dels baptisteris paleocristians hi havia una piscina (de forma diversa: quadrada, poligonal, circular o cruciforme). Els novament convertits adults s'hi havien de submergir per al bateig. Però quan al segle vii es comença a batejar els infants, l'estructura es va simplificar a una simple pica baptismal sobre un peu.
Entre els baptisteris dels primers segles del cristianisme es poden esmentar el de la catedral de Barcelona (visitable al subsol arqueològic del Museu d'Història de Barcelona (|MUHBA) i el baptisteri de Bovalar. A França destaquen el de Fréjus, el de la catedral d'Ais de Provença o el de l'antiga catedral de Marsella. A Itàlia hi ha Ravena i de Parma i el baptisteri de Sant Joan del Laterà. Al principat de Lieja hi havia l'esglesieta Notre Dame aux Fonts («Mare de Déus del Baptisteri»), a costat de la Catedral de Sant Lambert. La pica baptismal del segle xii, una obra major de fosa de bronze va ser salvat quan el baptisteri va ser enderrocat durant la Revolució francesa i es troba avui al baptisteri de la col·legiata de Sant Bartomeu.
Tanmateix en època romànica i gòtica, es va mantenir la tradició d'ubicar els baptisteris en edificis independents, normalment de planta central, aixecats prop de les catedrals. Així trobem el baptisteri de Pisa, el de Parma o el baptisteri de sant Joan a Florència.